# Roger Karoutchi
Roger Karoutchi (ur. 26 sierpnia 1951 w Casablance) – francuski polityk, eurodeputowany, senator, sekretarz stanu.

## Życiorys
Urodził się w rodzinie Sefardyjczyków, którzy osiedlili się na terytorium Maroka w XVII wieku, emigrując z włoskiego Livorno. Jego rodzicami są Halter Karoutchi (dentysta-chirurg) oraz Solange Fedida. Roger Karoutchi ukończył studia w Institut d'études politiques d'Aix-en-Provence, należącym do kategorii Grandes écoles.
Od 1975 do 1985 pracował jako nauczyciel historii w miejscowości Goussainville i następnie w Paryżu. W działalność polityczną zaangażował się już w wieku 16 lat (w ramach młodzieżówki gaullistowskiej), później wstąpił do Zgromadzenia na rzecz Republiki. Od 2002 należał do powstałej m.in. na bazie RPR Unii na rzecz Ruchu Ludowego.
W swojej karierze pełnił szereg funkcji w administracji terytorialnej. Od 1989 był radnym Nanterre, następnie w latach 1995–2001 radnym Boulogne-Billancourt. Od 1992 zasiada w radzie regionalnej Île-de-France, był m.in. jej wiceprzewodniczącym. Kierował frakcją gaullistów, od 2002 przewodniczy grupie radnych UMP. W 2008 objął dodatkowo stanowisko zastępcy mera Villeneuve-la-Garenne.
W latach 90. blisko współpracował z Philippe'em Séguinem, ministrem stosunków społecznych i zatrudnienia, którego wybrano wkrótce na urząd przewodniczącego Zgromadzenia Narodowego. Roger Karoutchi został wówczas szefem jego gabinetu politycznego. W 1997 objął mandat posła do Parlamentu Europejskiego, który sprawował przez dwa lata. W PE był członkiem m.in. Komisji ds. Stosunków Gospodarczych z Zagranicą, Komisji ds. Przemysłu, Handlu Zewnętrznego, Badań Naukowych i Energii oraz Delegacji ds. stosunków z Izraelem.
W 1999 został senatorem, otrzymawszy mandat, z którego zrezygnował Charles Pasqua. W 2004 skutecznie ubiegał się o reelekcję w wyborach do Senatu w departamencie Hauts-de-Seine. W izbie wyższej parlamentu zasiadał do połowy 2007. W tym samym roku powołano go na stanowisko sekretarza stanu odpowiedzialnego za kontakty z parlamentem, podległego bezpośrednio premierowi François Fillonowi. Jako pierwszy tak wysoki urzędnik we francuskiej administracji rządowej dokonał publicznego coming outu, ujawniając w wywiadzie telewizyjnym, że jest gejem.
W marcu 2009 Roger Karoutchi przegrał partyjne prawybory o pierwsze miejsce na liście UMP z Île-de-France w wyborach regionalnych z Valérie Pécresse, z którą wziął udział w debacie telewizyjnej. Sekretarz generalny partii, Xavier Bertrand, zlecił mu wówczas zajęcie się jako radcy politycznemu UMP stosunkami ze środowiskami intelektualistów i kultury.
W ramach rekonstrukcji gabinetu z 23 czerwca 2009 został odwołany z zajmowanego stanowiska. W lipcu tego samego roku powołano go na stałego przedstawiciela Francji przy OECD. We wrześniu 2011 zastąpiła go na tym stanowisku Pascale Andréani, a Roger Karoutchi w tymże roku został ponownie wybrany na senatora; mandat utrzymywał również w 2017 i 2023 (z rekomendacji powstałych na bazie UMP Republikanów).